# Конрад II (Силезия)
Вижте пояснителната страница за други личности с името Конрад II.
Конрад II от Силезия-Глогау (на полски: Konrad I głogowski; * между 1232 и 1235; † 6 август 1273 или 1274, Глогов) е херцог на Силезия и от 1247/1249 г. елект на Пасау. От 1249/1251 г. е херцог на Глогов и от 1251 г. също херцог на Кросен.

## Биография
Произлиза от силезките Пясти. Той е четвъртият син на херцог Хайнрих II Набожни († 1241) и Анна Бохемска († 1265), дъщеря на бохемския крал Отокар I Пшемисъл.
Конрад е определен за духовническа кариера и следва в Париж. През 1248 г. херцогството се поделя между братята му.

## Фамилия
Първи брак: през 1249 г. със Саломеа от Велика Полша (1225 – април 1267?), дъщеря на херцог Владислав Одонич, сестра на великополския херцог Пшемисъл I. Те имат децата:
- Хайнрих III († 1309), 1274 – 1309 херцог на Глогов, от 1304 на Саган
- Конрад III († 1304), херцог на Саган
- Примислаус I (Примко I) († 1289), херцог на Щайнау и Шпротау
- Анна (1240 – 1271), омъжена на 24 август 1260 г. в Хайделберг за баварския херцог Лудвиг II Строги
- Еуфемия († пр. 29 май 1275), омъжена 1266 г. за Алберт I, граф на Тирол и Горица
- Хедвиг († 1318), абатеса във Вроцлав

Втори брак: със София от Майсен († 1268).